# Audi Q4 e-tron
Audi Q4 e-tron este un SUV crossover compact de lux electric cu baterii produs de Audi. Se bazează pe platforma MEB electrică a Grupului Volkswagen și este al patrulea model complet electric din seria Audi e-tron după Audi e-tron, e-tron GT și Q2L e-tron. Producția a început în martie 2021, versiunea de serie fiind dezvăluită în aprilie 2021.